# Władysław Raczkiewicz
Władysław Raczkiewicz (Kutaisi, 28 de enero de 1885-Ruthin, 6 de junio de 1947) fue un abogado y político, presidente de Polonia en exilio desde el 1939 hasta su muerte, el 6 de junio de 1947. Hasta 1945, fue reconocido como jefe de Estado de Polonia, y su gobierno en el exilio fue reconocido como la continuación del depuesto en 1939 por el nazismo.

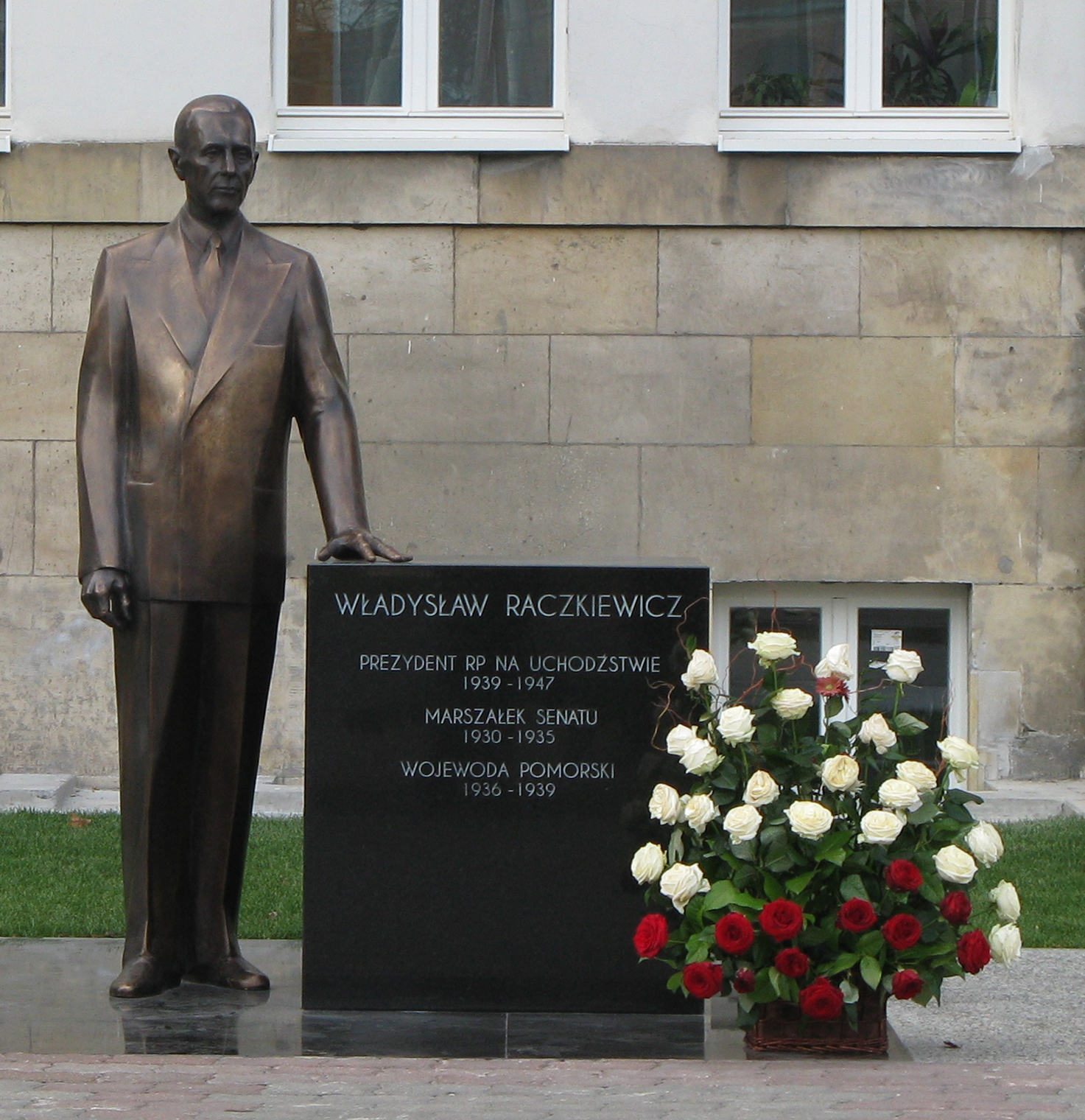
Monumento a Władysław Raczkiewicz en Toruń.

| Predecesor: Ignacy Mościcki | Presidente de Polonia 1939 a 1947 | Sucesor: August Zaleski |